# 新加坡淡水蟹
新加坡溪蟹（学名：Johora singaporensis）, 即“新加坡溪蟹” 或称“新加坡淡水蟹”，是一种极危物种的淡水蟹，仅分布于新加坡。它体宽可达30（1.2英寸）。

## 生态学
新加坡溪蟹 生活在未受干扰森林中的溪流中，藏身于溪流边的岩石下，或叶片和枯落物聚集处。它主要为夜行性，捕食溪床泥沙中的枯落物和寡毛类环节动物。

## 分布
新加坡溪蟹 仅分布于新加坡，目前仅在两个地点有记录。其中一个地点位于武吉知马自然保护区内，但该地种群被认为已灭绝，因为最近的调查未发现任何个体。第二个种群位于自然保护区外的武吉巴督，部分位于私人土地，部分位于军事用地。第一个溪流的淡水酸化可能导致了该处种群的消失，而第二个溪流地下水位的下降则威胁着第二个种群。
新加坡溪蟹 是新加坡特有的三种淡水蟹之一，其他两种为 Irmengardia johnsoni 和同为极危的沼泽森林蟹（学名：Parathelphusa reticulata）。

## 系统发育
新加坡溪蟹 属于柔佛蟹属，其近亲分布于柔佛海峡对岸的马来半岛及部分离岸岛屿， 使得新加坡溪蟹成为该属中最南端的物种。它可能是一个包含J. tiomanensis、J. counsilmani、J. murphyi、J. johorensis、J. gapensis和J. intermedia的分支的姐妹群，该分支在约500万年前形成，当时全球海平面的变化可能促成了通往新加坡的陆桥的形成。

## 保护状态
新加坡溪蟹 被国际自然保护联盟根据标准B1ab(iii)+2ab(iii)列为极危物种， 该标准反映了剩余种群数量较少及栖息地持续恶化的情况。 由于该物种仅限于单一小岛，这增加了其灭绝风险。 2012年，该物种被列入世界100种最濒危物种，由IUCN物种生存委员会和伦敦动物学会发布的报告中。